# Резников, Борис Аронович
Борис Аронович Резников (1922—1988) — советский музыкант, хоровой дирижёр.

## Биография
Родился 9 ноября 1922 года в Москве.
С 1940 года служил в Красной армии. Участвовал в Великой Отечественной и Советско-японской войнах.
В 1951 году окончил дирижёрско-хоровое отделение музыкального училища; продолжив образование, в 1956 году окончил также дирижёрско-хоровое отделение Музыкально-педагогического института им. Гнесиных (ныне Российская академия музыки имени Гнесиных).
В 1954—1964 годах Борис Резников работал художественным руководителем и главным дирижёром Марийского государственного ансамбля песни и танца. В 1964—1965 годах он возглавлял Государственный ансамбль песни и танца Чечено-Ингушской АССР. Переехав в 1965 году в Чебоксары, на протяжении десяти лет руководил Чувашским государственным ансамблем песни и танца. В 1975—1979 годах Б. А. Резников являлся художественным руководителем, а с 1980 года — старшим редактором Чувашской государственной филармонии.
Б. А. Резников является автором книги «Марийская хоровая культура» (Йошкар-Ола, 1960).
Умер 1 апреля 1988 года в Чебоксарах. Был похоронен на городском кладбище № 3.
Его дочь — Ирина Резникова, стала эстрадной певицей (меццо-сопрано).

## Заслуги
- Заслуженный деятель искусств Марийской АССР (1957).
- Заслуженный деятель искусств РСФСР (1960)[8].
- Заслуженный деятель искусств Чувашской АССР (1969).
- Награждён Почетной грамотой Верховного Совета РСФСР (1974) и медалями.